# Гидрогеотермия
Гидрогеотермия — раздел гидрогеологии, изучающий состав, свойства, закономерности распространения и движения, а также использование тёплых и горячих подземных вод в хозяйстве. Гидротермальные воды используются для отопления жилых и обществ, зданий, производства электроэнергии, извлечения химических элементов, в лечебных целях. Наука гидрогеотермия начала зарождаться в конце XIX — начале XX века.